# Frans Körver
Franciscus Arnoldus Mattheus Körver, meglio noto come Frans Körver (Schinnen, 31 luglio 1937 – Roermond, 14 dicembre 2024), è stato un calciatore, allenatore di calcio e dirigente sportivo olandese, di ruolo portiere.

## Palmarès

### Giocatore
- Eerste Divisie: 1

Sittardia: 1958-1959

### Allenatore
- Eerste Divisie: 2

VVV-Venlo: 1992-1993
MVV: 1996-1997